# Patrick Bouli
Pour les articles homonymes, voir Bouli.
Patrick Bouli (né le 11 janvier 1986) est un joueur camerounais de basket-ball. Mesurant 1,80 m et ayant un poids de forme de 90 kg, il est originaire de Yaoundé, au Cameroun. 

## Carrière

### Carrière en club
Il évolue trois ans aux Manhattan Jaspers du Manhattan College, principalement en tant que remplaçant. Sa meilleure saison à ce jour est la saison 2006-2007, où il obtient des moyennes de 6,3 points et 4,6 rebonds par match en 31 matchs.

### Carrière en sélection
Patrick Bouli a participé au Championnat d'Afrique de basket-ball en 2007 et 2009 en tant que membre de l'équipe nationale de basket-ball du Cameroun. En 2007, il a obtenu une moyenne de 9,2 points par match pour l'équipe camerounaise qui allait finalement remporter la médaille d'argent. Bouli a vu moins d'action en 2009, car l'équipe est passée tout près de la qualification pour le championnat du monde FIBA 2010 en perdant le match pour la médaille de bronze contre la Tunisie.